# Eva Amaral
Eva María Amaral Lallana (Saragossa, 4 d'agost de 1972) és una cantant espanyola, integrant juntament amb Juan Aguirre del duo musical Amaral.

## Família
El seu pare, Isidoro Amaral, va néixer a Càceres, Espanya, i era el director d'una banda de música, tot i que no li agradava la música. Va morir el 1998. La seva mare, Carmen Lallana (1943-2007) va morir a Saragossa el 2007. Als seus pares no els va agradar que la seva filla treballés de músic, però ho van acceptar i van acabar estimant-lo. Té una germana gran, que "va ser la que em va introduir a la música dels Beatles i Simon and Garfunkel".

## Biografia
Tot i que algunes persones creuen que va néixer el 1973, va confirmar que va complir 40 anys el 2012. "Acabo de fer 40 anys i em sento molt més segura i forta que fa 20 anys".
Assegura que va tenir una infància alegre i que mai li va agradar jugar amb nines. En canvi, tocava música amb el seu cosí. Declara que és tímida i que d'adolescent se sentia estranya i tenia moltes inseguretats. De ben jove, va aprendre a tocar la bateria. Inicialment, va pensar que no podia cantar, però un cop va començar es va adonar que cantar era una manera més poderosa de comunicar-se que la bateria.
Va estudiar a Saragossa a l'escola "Romareda". Després, va estudiar tècniques de volum a l'escola d'art de Saragossa. Mentrestant, també va treballar com a cambrera a "Azul Rock Cafè". Va començar a estudiar cant líric quan es va adonar que volia convertir-se en cantant. Primer, va prendre classes en un centre cívic, però la professora va quedar fascinada per la seva veu i la va enviar al seu amo. "Les seves lliçons eren molt cares i jo no tenia gaires diners...". Li van demanar una audició i el mestre la va admetre amb descompte.

## Carrera
Va començar tocant la bateria en un petit grup de la seva ciutat, mentrestant, compaginava la seva vocació artística amb els estudis d'art.
Posteriorment, va fer una passa endavant, component les seves pròpies cançons i tocant en petits locals de Saragossa juntament amb Juan Aguirre, fins que l'any 1997 es va traslladar a Madrid, on va gravar el seu primer àlbum, "Amaral".
El seu segon disc va ser Una pequeña parte del mundo, publicat l'any 2000, amb cançons escrites per ella mateixa i acompanyada a la guitarra per en Juan Aguirre. En aquest disc, Amaral incloïa una versió del tema de Cecilia "Nada de nada".
El 2001, Eva Amaral va rebre el títol de "ciutadana honorària" per l'Ajuntament de Saragossa.
Més tard, el 2002 publica "Estrella de mar". Dotze cançons creades, lletra i música pels components del grup, i produït per Cameron Jenkins. Aquest va ser el best-seller a Espanya el 2002[13] i l'àlbum més reeixit de la banda fins al moment, havent venut més de 2 milions de còpies. L'àlbum apareix com el número 24 de la llista "Els 50 millors àlbums de rock espanyol", elaborada per la revista Rolling Stone. Van fer una gira durant dos anys on van donar més de 200 concerts i van tocar com a banda telonera en un concert de Lenny Kravitz. A més, el 2003, Eva va protagonitzar un curtmetratge d'Andreu Castro titulat "Flores para Maika".

## El mal moment de "Pájaros en la cabeza"
Al novembre de 2004, Eva i Juan van marxar a Londres, on van gravar el seu quart disc, anomenat "Pájaros en la cabeza". L'àlbum va ser llançat el 14 de maig de 2005 i van començar la gira al juny a Salamanca. Després, van continuar la gira a Mèxic, Xile i Argentina. Amaral va fer una parada a Barcelona per gravar el concert i publicar-lo en DVD. Es deia "El comienzo del big bang". "Pájaros en la cabeza" va ser el disc més venut a Espanya el 2005, segons la SGAE (Societat d'Autors i Editors d'Espanya).

L'Eva i el Juan recorden aquest període com una època difícil.

Després de 'Pájaros en la cabeza' vam fer una gira i va ser una etapa llarga i dura. Era massa per manejar. De sobte, hi havia molta gent al nostre voltant que ens feia preocupar-nos per moltes més coses que per la música, així que vam decidir desvincular-nos de tot això. Volíem reflexionar-hi i viure una mica. ... L'Eva m'ha demostrat que és molt valenta i que es manté fidel a si mateixa, en contra dels interessos del mercat.
 La gira de "Pájaros en la cabeza" es va convertir en un malson, així que van decidir donar menys concerts en la gira següent, i amb una banda formada per amics, no per músics professionals. Juan declara que "necessitaven tornar als orígens" i Eva afegeix que "han viscut una regressió completa".
Passats 3 anys el grup surt amb un nou disc compost de 9+10 cançons, dividides en dos CD, respectivament Gato Negro i l'altre Dragón Rojo. El grup fa un canvi radical, decidint produir-se per ell mateix, fundant una etiqueta en blanc que més endavant es dirà "Antártida". El disc en qüestió es diu Gato Negro, Dragón Rojo.

## Cinquè registre i autogestió
L'estiu de 2007, mentre es gravava "Gato negro-Dragón rojo", la mare d'Eva Amaral va morir i el cantant no se sentia prou fort per continuar.
Primer vaig pensar que tancant-me a l'estudi me'n sortiria, però no va ser tan fàcil. Però aquí estem, encara dempeus, gràcies a Juan, que realment em va donar suport. ... Vam pensar en deixar-ho. No ho vam fer, però ho vam pensar. [Juan també confirma que gairebé ho deixen:] Era un mal moment i pensàvem que potser això no ens feia feliços. Ens agradava fer música però no ens agradava ser personatges públics. Hi ha coses que et passen que et converteixen en una mena de titella, com la de la portada de "Pájaros en la cabeza".
Durant aquests mals dies, el productor Scott Litt acabava de respondre a un correu electrònic que Juan li havia enviat abans.
"Li havíem enviat una cançó i ens va dir que la veu sonava increïble i que volia veure'ns. Em vaig espantar, vaig pensar que era una broma",
 diu Juan. Scott es va traslladar a Madrid, on va treballar durant un parell de setmanes amb la banda. Però Juan i Eva no van poder superar la crisi personal així que li ho van explicar a Scott i ell ho va entendre i va aturar el projecte.
"Pensàvem que si fas alguna cosa, ho has de fer amb tot el cor i aquest no era el nostre millor moment. Preferim llepar-nos les ferides pel nostre compte, ens importem més a nosaltres mateixos que a la banda",
 continua Juan.
Finalment, Eva i Juan van començar l'any 2008 realitzant una versió de "A Hard Rain's a-going to Fall" de Bob Dylan, la cançó promocional de l'Expo Saragossa 2008. El nom de la versió era Llegará la tormenta. El 27 de maig de 2008 es va publicar el cinquè àlbum del duet saragossà amb el títol "Gato negro-Dragón rojo", un doble disc amb 19 cançons. La gira 2008 va començar a Saragossa el desembre de 2008. Els acompanyava una nova banda, formada per Coki Giménez (bateria), Zulaima Boheto (violoncel), Octavio Vinck (guitarra acústica), Iván González (baix) i Quique Mavilla (teclat). El 2009, van tenir una altra gira que va començar al març al Palau de la Música de Barcelona, un concert que es va incloure al Festival de Guitarra de la ciutat. Al juliol de 2009, van participar en el concert de la Nit MTV Espanya de Múrcia, celebrada a Cartagena per la muralla de Carles III i per a més de 35.000 persones.
El 22 de setembre de 2009, tancant el cicle "Gato negro-Dragón rojo", Amaral publica un doble CD+DVD/Blu-Ray titulat La barrera del sonido, que inclou el concert gravat al "Palacio de los Deportes de Madrid" a l'octubre de 2008, tancant així una temporada per començar una nova banda amb el següent àlbum d'estudi.
Amb "Gato negro-Dragón rojo" van començar a autogestionar les seves pròpies cançons.
... És una idea que va sorgir el 2006 i que vam començar a fer el 2007. Aquest any hem vist que ha causat interès. Per a nosaltres és un pas endavant" "És una cosa que ve de fa molt de temps. Vam començar el camí de l'autogestió amb "Gato negro-Dragón rojo", però la idea que teníem ja era de fa molts anys. Teníem el nostre món ideal on tothom pot autogestionar-se i mantenir-ho tot més familiar. Com deia, vam començar l'últim CD amb marca pròpia però el va distribuir EMI però aquest any hem fet un pas més. La distribució la fa una petita empresa espanyola i la veritat és que estem molt contents. No tenim cap tipus de problema amb EMI, de fet, encara tenim una bona relació amb ells.

## Premi Nacional de Música Moderna
El 27 d'octubre de 2010, el Ministeri de Cultura va concedir a Amaral el II Premi Nacional de Música Moderna 2010 per la seva "contribució a la renovació del panorama musical actual". El premi va consistir en un import de 30.000 euros. El jurat, encapçalat pel director general de l'Institut Nacional de les Arts Escèniques i de la Música (INAEM), Félix Palomero, estava format per Dania Dévora, Rosa León, Diego Alfredo Manrique, Luis Mendo, Beatriz Pécker, Joan Manuel Serrat i Antonio Garde, el subdirector de Música i Dansa de l'INAEM que va actuar com a vicepresident.
A través d'un comunicat oficial, la banda va agrair al jurat el premi i el va dedicar a tots els seus fans. Així mateix, reconeixen la seva evolució (de petits concerts a grans concerts) i veuen aquest premi com un punt de partida a seguir en la recerca del "concert perfecte" i el seu "millor CD". Els diners van ser donats a la Fundació Vicente Ferrer i es destinaran a construir 16 habitatges al poble de Madirebail, a Anantapur, i a garantir els estudis universitaris de 4 estudiants. El guardó es va lliurar el 12 de juliol de 2011 a la La Seu Vella de Lleida, davant dels Prínceps d'Astúries en aquell moment, la ministra de Cultura (Ángeles González-Sinde), el conseller de Cultura (Ferran Mascarell) i l'alcalde de la ciutat (Ángel Ros). Jordi Folgado va recollir el guardó, com a director de la Fundació Vicent Ferrer.

## Sisè rècord sota marca personal
Hacia lo salvaje és el nom del sisè disc de la banda, publicat el 27 de setembre de 2011, ja sota la nova marca creada per a la banda, anomenada "Antártida" i produïda també per ella mateixa, Juan Aguirre i Juan de Dios Martín. Eva explicà el nom de la marca dient que
Com que vam editar el CD amb la nostra pròpia marca, va resultar que no teníem nom perquè estem una mica embolicats (riu). Tampoc ens importava si era la nostra marca o la de Pepito Records. Vam decidir posar-li el nom de "Antártida" perquè estàvem gravant aquesta cançó en aquell moment i ens va donar la idea. Ens va encantar la imatge de l'Antàrtida, un lloc completament imaginat com mai hi havíem estat. No obstant això, ens va encantar la blancor, una cosa tan pura i tan real que t'enlluerna. També ens recordava aquell paper en blanc al qual t'has d'enfrontar cada vegada que comences a escriure una cançó.
 La gira de presentació va començar a Saragossa el 6 d'octubre, on van realitzar cinc concerts seguits amb totes les entrades exhaurides. "Hacia lo salvaje" va ser escollit com el tercer CD espanyol més important del 2011 per la revista Rolling Stone.
El 2012 va col·laborar amb la banda espanyola de heavy metal Barón Rojo en la cançó "La Reina Ácida" del seu nou àlbum "Tommy Barón". (La versió espanyola de la cançó "Acid Queen" de The Who).

## Celebrant 25 anys
El 2023 va actuar a Sonorama Ribera amb motiu dels 25 anys de celebració de la seva carrera musical amb "cançons del seu nou disc i temes llegendaris de la seva carrera". Va interpretar part del seu conjunt en topless per mostrar solidaritat amb altres músics que protestaven com Rocío Saiz, Bebe, Rigoberta Bandini i Zahara utilitzant el seu treball en campanya pels drets de les dones.
Amb Amaral va publicar dos discos d'estudi, "Nocturnal", el 2015 i "Salto al color", el 2019. També van publicar "Nocturnal Solar Sessions", el 2017, un disc en acústic amb les mateixes cançons que Nocturnal, i "Superluna. Directo desde el planeta Tierra", gravat el 28 d'octubre de 2017 a Madrid com a concert de culminació de la gira Nocturnal.